# Mbungo Express

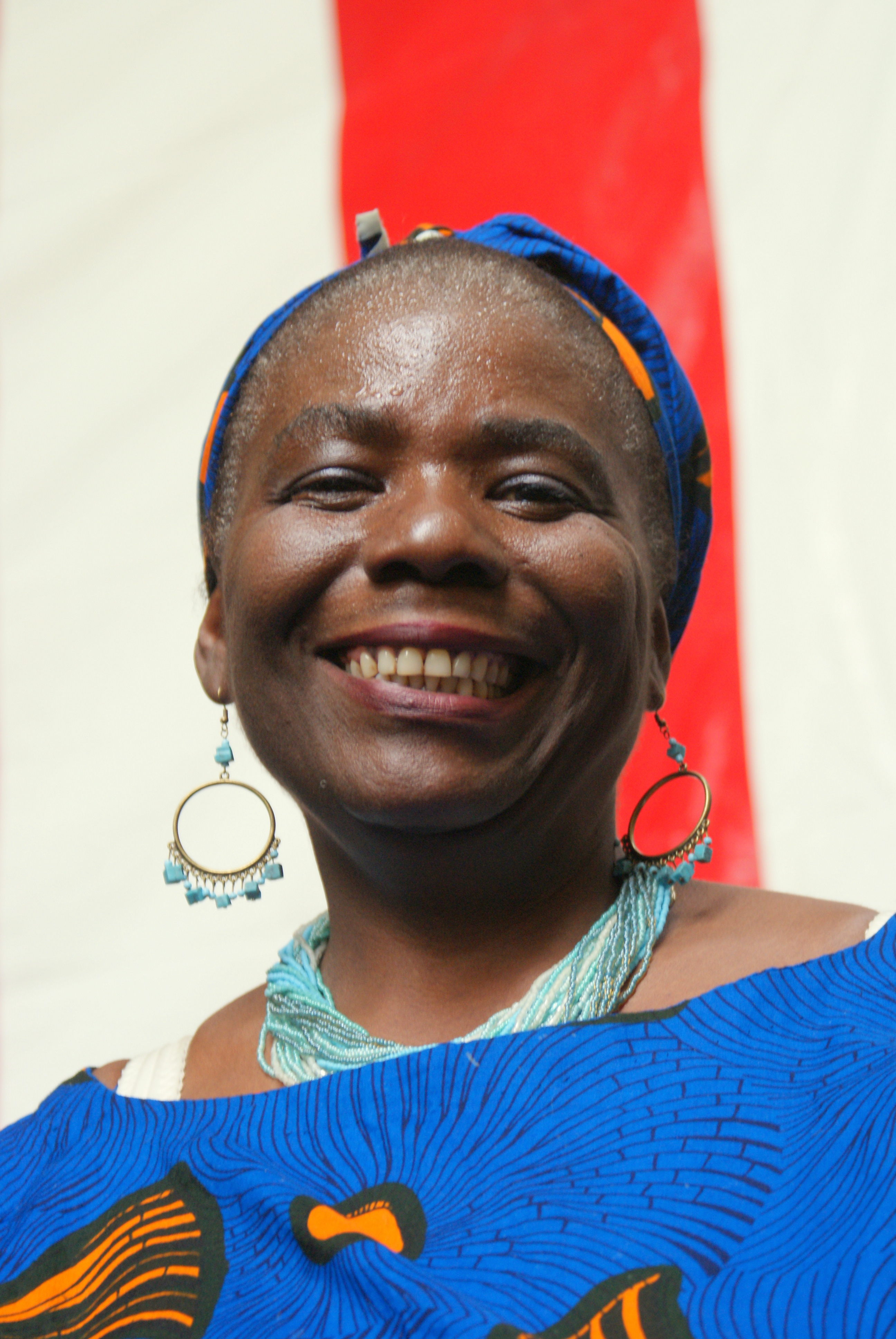
Alice Wamulume, 2009

Mbungo Express is een band voortkomend uit het Kuomboka Network, oorspronkelijk begonnen als OK Bungo, een kleine formatie uit Delft die eigengemaakte wereldmuziek ten gehore brengt. Alice Wamulume, afkomstig uit Zambia, zingt in Mbungo Express met kunstenaar Theo Jansen. Mbungo Express gaat verder waar Kuomboka in 1987 stopte. Afrikaanse popmuziek met Nederlandse invloeden.

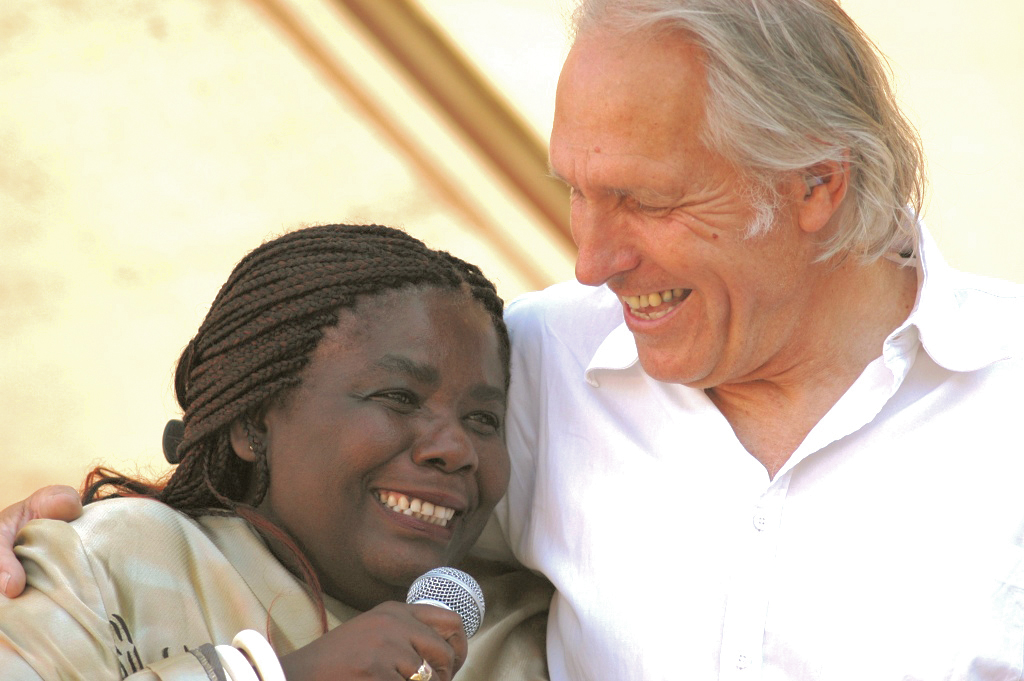
Alice Wamulume & Theo Jansen

## Samenstelling
- Alice Wamulume  - zang
- Ben Kröse - tres
- Geert Kistemaker - bas
- Günter Weber - sax
- Han Reekers - drums, zang
- Hans Imthorn - gitaar († 2017)
- Paul Imthorn - gitaar
- Theo Jansen - zang, guitarillo
- Job Tarenskeen - sax, percussie, zang
- Trudie van Starrenburg - zang
- René Hoefnagels - geluid